# Долговое (Харьковская область)
Долговое (укр. Довгове), село,
Катериновский сельский совет,
Лозовский район,
Харьковская область, Украина.
Код КОАТУУ — 6323981503. Население по переписи 2001 года составляет 85 (43/42 м/ж) человек.

## Географическое положение
Село Долговое находится на правом берегу реки Бритай.
Выше по течению на расстоянии в 3 км расположено село Братолюбовка, ниже по течению на расстоянии в 2 км расположено село Смирновка, на противоположном берегу — село Михайловка.

## История
- 1890 — дата основания как село Сосипатровка.
- 1920 — переименовано в село Долговое.